# Кисельов Геннадій Миколайович
Геннадій Миколайович Кисельов (нар. 4 жовтня 1936, робітниче селище Павловськ, тепер село Павловського району Алтайського краю Російська Федерація) — радянський діяч, 2-й секретар ЦК КП Киргизії, 1-й секретар Чукотського окружного комітету КПРС Магаданської області. Член Бюро ЦК КП Киргизії в 1985—1989 роках. Кандидат у члени ЦК КПРС у 1986—1990 роках. Депутат Верховної Ради СРСР 11-го скликання. Народний депутат СРСР у 1989—1991 роках. Кандидат економічних наук (1981).

## Життєпис
У 1959 році закінчив Томський політехнічний інститут.
У 1959—1960 роках — майстер механічного цеху Усть-Магаданського рибокомбінату Магаданської області.
У 1960—1961 роках — 2-й секретар Магаданського міського комітету ВЛКСМ.
Член КПРС з 1961 року.
У 1961—1965 роках — 2-й секретар Магаданського обласного комітету ВЛКСМ. У 1965—1969 роках — 1-й секретар Магаданського обласного комітету ВЛКСМ.
У 1969—1972 роках — завідувач сектора, заступник завідувача відділу ЦК ВЛКСМ.
У 1972 — лютому 1975 року — 1-й секретар Чукотського окружного комітету КПРС Магаданської області.
У 1975—1978 роках — секретар Магаданського обласного комітету КПРС.
У 1976 році закінчив заочну Хабаровську вищу партійну школу при ЦК КПРС. 
У 1978—1981 роках — аспірант Академії суспільних наук при ЦК КПРС.
У 1980—1985 роках — секретар Магаданського обласного комітету КПРС.
У 1985 році — інспектор ЦК КПРС.
13 грудня 1985 — 28 липня 1989 року — 2-й секретар ЦК КП Киргизії.
У 1989—1991 роках — голова комісії Ради Національностей Верховної Ради СРСР по товарах народного споживання, торгівлі, комунально-побутовим та іншим послугам населення.

## Нагороди і звання
- два ордени Трудового Червоного Прапора
- орден «Знак Пошани»
- медалі